# Туреччина на зимових Олімпійських іграх 1956
Туреччина брала участь у Зимових Олімпійських іграх 1956 року в Кортіна-д'Ампеццо (Італія) в третій раз за свою історію, пропустивши Зимові Олімпійські ігри 1952 року, але не завоювала жодної медалі. Країну представляло 4 спортсмени, які виступили у змаганнях з гірськолижного спорту.